# Stora hotellet, Norrköping
Stora hotellet är en byggnad i Norrköping, som ligger vid Carl Johans park och som ursprungligen uppfördes som Norrköpings första hotell 1851-1855. Det hade 26 rum, biljardrum, sal, kafé och kök. 
Det låg nästan granne med Norrköpings Gästgiveri- och Skjutsinrättning vid Slottsgatan. Strax bredvid byggdes på 1860-talet Norrköpings centralstation och i anslutning till denna uppfördes därefter ett antal hotell.
Byggnaden ritades av Carl Theodor Malm. Den har tre våningar med slätputsade fasader och listverk så som fönsteromfattningar, gesimser och pilastrar. Den södra flygeln uppfördes med stallplatser för åtta hästar, bod samt ovanliggande foderskulle. Den norra flygeln uppfördes med vagnshus, bod samt ovanliggande foderskulle. 
Byggnaden inrymde hotellverksamhet till 1977. Därefter drevs där dansstället Storan till 1991. Numera är huset ett kontorshus.